# 9388 Takeno
9388 Takeno este un asteroid din centura principală, descoperit pe 10 martie 1994, de Takao Kobayashi.